# دیوید فیتو
دیوید فیتو (انگلیسی: David Feito؛ زادهٔ ۱۹ دسامبر ۱۹۸۲) بازیکن فوتبال اهل اسپانیا است.
از باشگاه‌هایی که در آن بازی کرده‌است می‌توان به باشگاه فوتبال کوردوبا اشاره کرد.